# Sven Drakenberg (museiman)
Sven Bernhard Drakenberg, född den 27 januari 1904 i Skövde, död den 17 februari 1979 i Västerås, var en svensk museiman. Han var son till Bernt Drakenberg.
Drakenberg avlade studentexamen i Skara 1922, filosofie kandidatexamen vid Uppsala universitet 1925 och filosofie licentiatexamen vid Stockholms universitet 1963.  Han var tjänstgjorde vid museer i Stockholm, Karlstad, Kristinehamn och Julita 1926–1930. Drakenberg var intendent vid Västmanlands fornminnesförening och chef för Västmanlands läns museum 1930–1970 samt landsantikvarie i Västmanlands län 1934–1970. Han publicerade skrifter och uppsatser i konst- och kulturhistoriska ämnen, särskilt rörande Västmanland. Drakenberg invaldes som korresponderande ledamot av Gustav Adolfs Akademien 1960. Han blev riddare av Nordstjärneorden 1950. Drakenberg vilar på Hovdestalunds kyrkogård.